# فيليب كورتو
فيليب كورتو (بالبولندية: Filip Kurto)‏ (14 يونيو 1991 بأولشتين في بولندا - ) هو لاعب كرة قدم بولندي في مركز حراسة المرمى. شارك مع منتخب بولندا تحت 18 سنة لكرة القدم ومنتخب بولندا تحت 19 سنة لكرة القدم ومنتخب بولندا تحت 20 سنة لكرة القدم ومنتخب بولندا تحت 21 سنة لكرة القدم. أما مع النوادي، فقد لعب مع رودا ياي سي وفيسوا كراكوف ونادي إكسلسيور ونادي دوردريخت.

## وصلات خارجية
- فيليب كورتو على موقع قاعدة بيانات كرة القدم.إي يو (الإنجليزية)
- فيليب كورتو على موقع Soccerway.com (الإنجليزية)